# Anorac

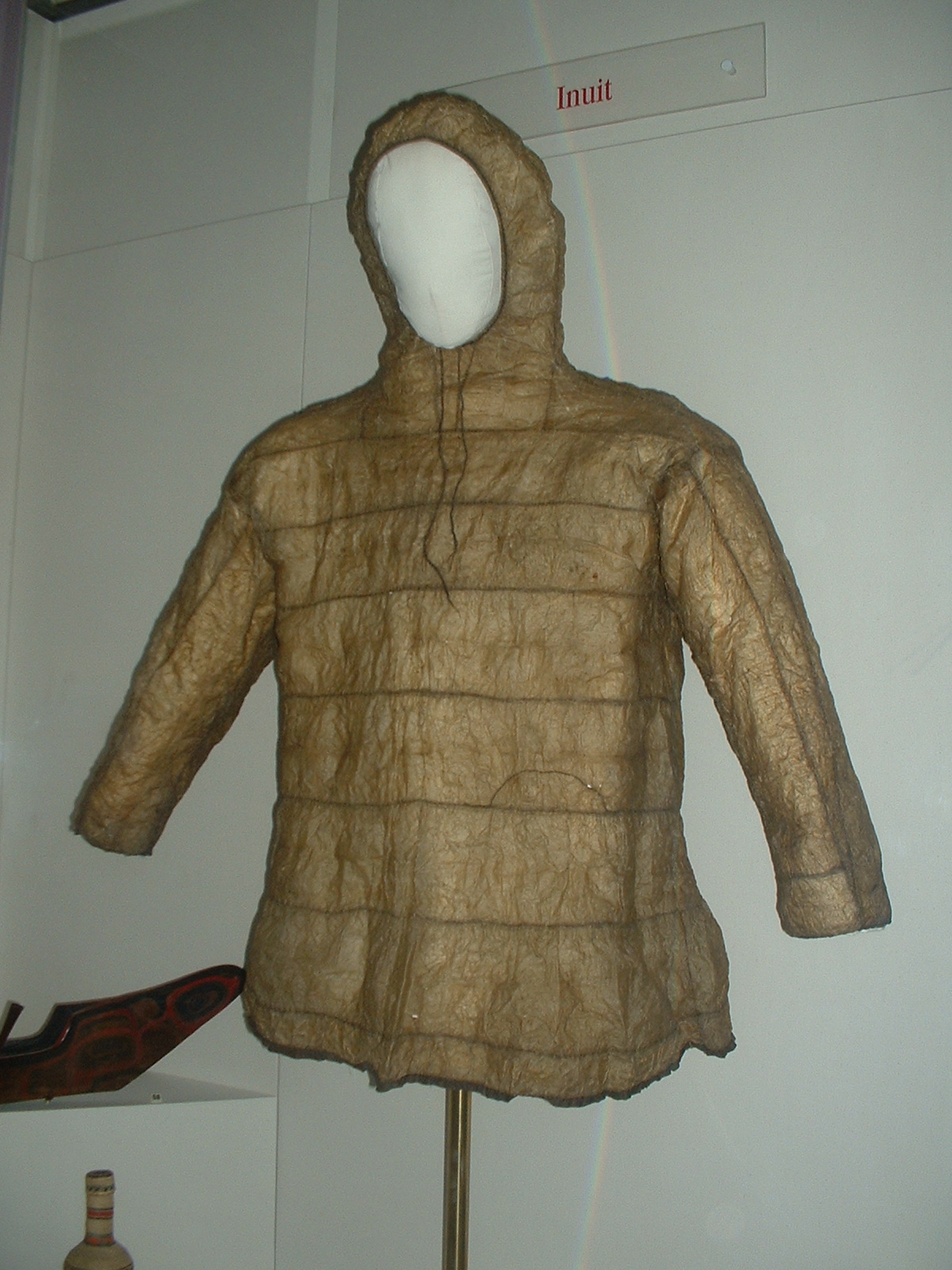
Anorac tradicional inuit

L'anorac (de l’inuit anorak) és una peça d'abrigar superior externa, de teixit impermeable, oberta davant (amb tancament de cremallera), rematades la cintura o poc més avall, i amb caputxa incorporada; els punys i la cintura solen ser elàstics, i la caputxa sol ser ocultable i ajustar-se amb cordons; a voltes duu folre. Resguarda molt bé del fred i del vent; per això s'usa sobretot als països freds i, als països temperats, entre excursionistes i esquiadors. Als Països Catalans, on es considera una jaqueta esport, fou la primera peça d'abrigar feta de material plàstic que arribà a popularitzar-se. El mot català «anorac» prové de l'inuit anorak. En llengua inuit «anorak» significa, literalment, 'vent'.
L'anorac fou inventat pels èsquims de l'Àrtida, i originalment estava fet de pells de ren o de foca.

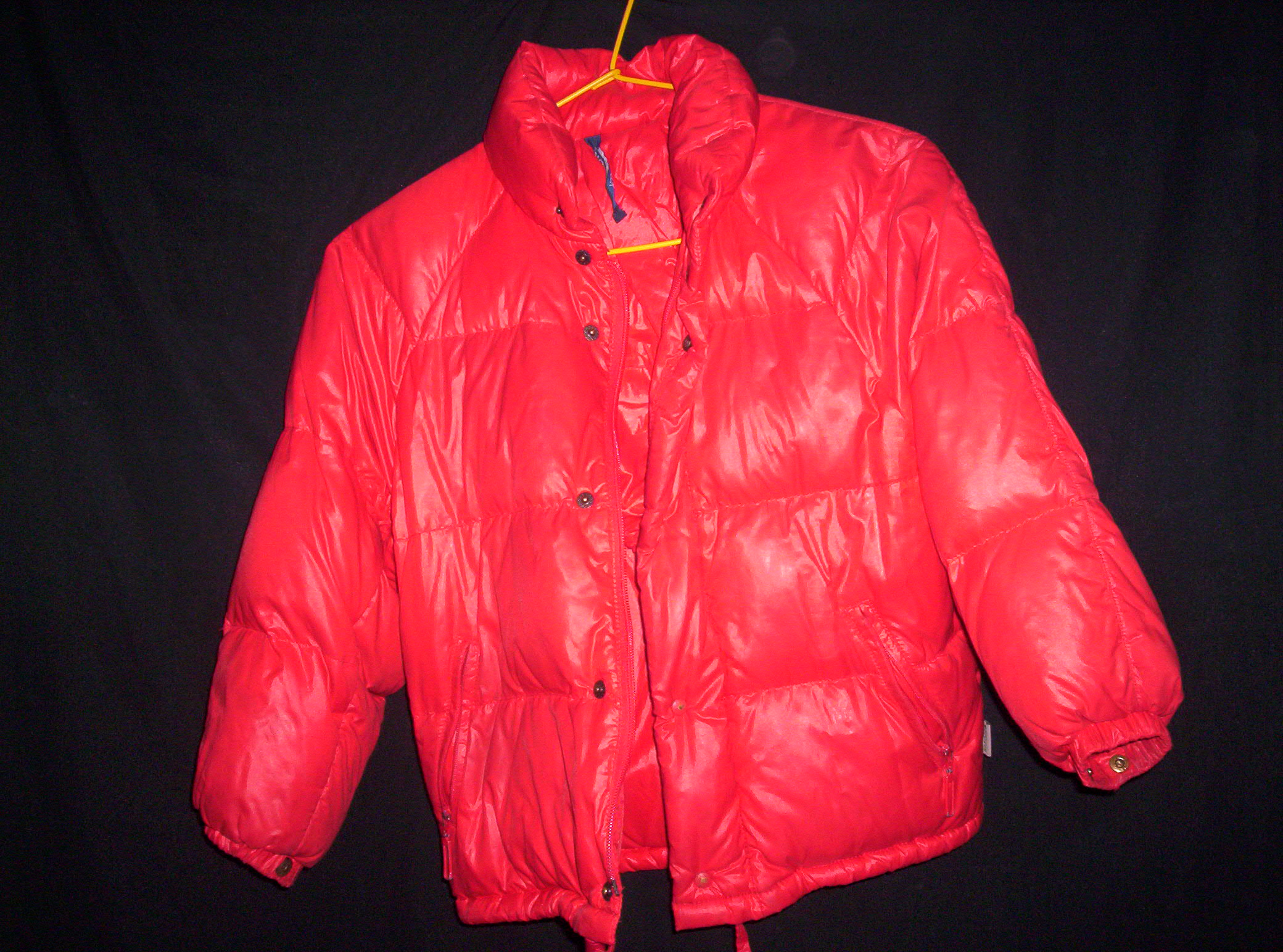
Anorac modern, amb la caputxa oculta al coll

## L'anorac i la parca
No s'ha de confondre l'anorac amb la parca, peça similar però llarga fins als genolls, sempre amb folre gruixut, no necessàriament dotada de caputxa, i de tot ús. A partir dels anys vuitanta l'anorac ha anat adoptant cada cop més característiques de la parca, fins al punt que avui dia la llargada és la diferència principal entre ambdues peces.
Com a indumentària de carrer, a partir dels anys vuitanta l'anorac ha anat essent desplaçat per la parca més o menys arreu; és per això que avui dia l'anorac tendeix a reservar-se per a activitats esportives com l'esquí i el muntanyisme. Com a peça de carrer és opcional en condicions de fred moderat; per a fred intens l'opció és la parca.

## Cultura popular
Existeix una novel·la en català que es titula Anorak, escrita a la fi del segle XX per Joan de Déu Prats Pijoan.